# ユピック語
ユピック語（ユピックご）、ユピク語（ユピクご）とはアメリカ合衆国アラスカ州からロシア連邦チュコト半島にかけて居住するユピックの言語群。
以下の言語に分かれる（エスノローグより）
- Alaskan アラスカ
  - Pacific Gulf Yupik アリュティーク語
  - Central Yupik 中央アラスカ・ユピック語
- Siberian シベリア
  - Central Siberian Yupik シベリア・ユピック語
  - Naukan Yupik ナウカン語
  - Sirenik Yupik シレニック語

表記にはラテン文字やキリル文字が使用される。
また、Ӷなどの珍しいキリル文字もこの言葉である。